# Соло-дайвинг
Соло-дайвинг (итал. Solo — один) — одна из дисциплин технического дайвинга, наряду с пещерным (кейв-дайвинг) и болотным дайвингом. Подразумевает самостоятельные (в одиночку) погружения с использованием специального оборудования. Основным отличием от обычного дайвинга является отсутствие обязательного наличия второго дайвера (бадди-партнера) и использование специального снаряжения.
До недавнего времени соло-дайвинг осуждался дайверским сообществом как особо опасный вид дайвинга и лишь недавно, усилиями федерации дайвинга SDI (Scuba Diving International), был легализован. Федерацией SDI и, в частности, её основателем, Бретом Гилльямом, был разработан учебный курс Solo Diver, который сегодня является единственным общепризнанным обучающим курсом по соло-дайвингу.